# Огаркова, Юлия Геннадьевна
Юлия Геннадьевна Огаркова (11 июня 1995, Петропавловск-Камчатский) — российская биатлонистка, чемпионка России. Мастер спорта России.

## Биография
Представляет Камчатский край и ДЮСШ г. Елизово. До 2014 года занималась в ДЮСШ г. Петропавловска-Камчатского, первый тренер — Николай Васильевич Дементьев. Затем перешла в ДЮСШ г. Елизово, тренируется под руководством Сергея Васильевича Мишкина. Помимо биатлона, также занималась лыжным спортом.
На юниорском уровне становилась призёром первенства России 2016 года в суперспринте и гонке патрулей. Неоднократно побеждала и была призёром на региональных соревнованиях Дальнего Востока и Камчатского края.
На взрослом уровне в 2018 году стала чемпионкой России в гонке патрулей в составе сборной Сибирского ФО, вместе с четырьмя представительницами Красноярского края.